# Greater Than One
Greater Than One war ein britisches Musik-Produzententeam, das zwischen 1985 und 1995 tätig war und aus den Eheleuten Michael Wells und Lee Newman bestand. Sie veröffentlichten auch unter einer Vielzahl weiterer Projektnamen wie Technohead, Church of Extacy, G.T.O., John & Julie, L.E.D., Signs Of Chaos, Stoned Heads, T.D.5, The Invisible People, The Salami Brothers und Tricky Disco. Beide traten auch als DJ-Team auf, u. a. bei der Mayday 1992.
Das Produzententeam bestand bis zum Tod von Newman im August 1995.

## Chart-Erfolge als Technohead
Einer ihrer bekanntesten Tracks war die 1995 auf Mokum Records veröffentlichte Single I Wanna Be A Hippy, die Wells und Newman unter dem Projektnamen Technohead veröffentlichten. Den Namen hatten sie bereits früher für ihre Hardcore-Techno-Stücke benutzt. Das Stück basiert auf einem hochgepitchten Sample des Songs I like Marijuana von David Peel and the lower east side aus dem Jahr 1968. Der Text des Samples lautet “I want to be a hippie and I want to get stoned on Marihuana […] I want to get high, but I never knew why” (deutsch: „Ich möchte ein Hippie sein und ich möchte bekifft werden von Marihuana […] Ich möchte high werden, aber ich weiß nie, warum“).
I Wanna Be A Hippy wurde 1995 ein europaweiter Hit. Die Single erreichte u. a. Platz eins in Deutschland, Österreich und den Niederlanden, sowie Platz fünf in der Schweiz und Platz sechs in Großbritannien. Zum Track erschien ein Videoclip, in dem drei glatzköpfige Gabberfans einen langhaarigen Hippie durch einen Park jagen.
Der Erfolg des Duos wurde in der Gabberszene kontrovers diskutiert. Zum Erfolg der Single trug der poppige Flamman & Abraxas Radio Mix wesentlich bei. Das Duo Flamman & Abraxas produzierte aufgrund des Erfolges mit dem Projekt Party Animals und der Single Have You Ever Been Mellow einen Spin-off, welcher nicht an die Verkaufszahlen von I Wanna Be A Hippy anknüpfen konnte. Auch den von Technohead selbst produzierten Nachfolge-Singles Headsex und Happy Birthday, die ebenfalls mit Radio-Mixen im selben Stil aufwarteten, gelang dies nicht. Happy Birthday und eine weitere Single, Banana-na-na DumB DiddY DumB, erreichten 1996 noch die britischen Charts. Beide veröffentlichte Wells alleine, nachdem Newman im Sommer 1995 an Krebs verstorben war.

## Diskografie als Technohead

### Studioalben
| Jahr | Titel   | Höchstplatzierung, Gesamtwochen, AuszeichnungChartplatzierungen (Jahr, Titel, Platzierungen, Wochen, Auszeichnungen, Anmerkungen) | Höchstplatzierung, Gesamtwochen, AuszeichnungChartplatzierungen (Jahr, Titel, Platzierungen, Wochen, Auszeichnungen, Anmerkungen) | Höchstplatzierung, Gesamtwochen, AuszeichnungChartplatzierungen (Jahr, Titel, Platzierungen, Wochen, Auszeichnungen, Anmerkungen) | Höchstplatzierung, Gesamtwochen, AuszeichnungChartplatzierungen (Jahr, Titel, Platzierungen, Wochen, Auszeichnungen, Anmerkungen) | Höchstplatzierung, Gesamtwochen, AuszeichnungChartplatzierungen (Jahr, Titel, Platzierungen, Wochen, Auszeichnungen, Anmerkungen) | Anmerkungen                |
| Jahr | Titel   | DE | AT | CH | UK | NL | Anmerkungen                |
| ---- | ------- | --- | --- | --- | --- | --- | -------------------------- |
| 1995 | Headsex | — | — | — | — | — | Erstveröffentlichung: 1995 |

### Singles
| Jahr | Titel Album                   | Höchstplatzierung, Gesamtwochen, AuszeichnungChartplatzierungen (Jahr, Titel, Album, Platzierungen, Wochen, Auszeichnungen, Anmerkungen) | Höchstplatzierung, Gesamtwochen, AuszeichnungChartplatzierungen (Jahr, Titel, Album, Platzierungen, Wochen, Auszeichnungen, Anmerkungen) | Höchstplatzierung, Gesamtwochen, AuszeichnungChartplatzierungen (Jahr, Titel, Album, Platzierungen, Wochen, Auszeichnungen, Anmerkungen) | Höchstplatzierung, Gesamtwochen, AuszeichnungChartplatzierungen (Jahr, Titel, Album, Platzierungen, Wochen, Auszeichnungen, Anmerkungen) | Höchstplatzierung, Gesamtwochen, AuszeichnungChartplatzierungen (Jahr, Titel, Album, Platzierungen, Wochen, Auszeichnungen, Anmerkungen) | Anmerkungen                        |
| Jahr | Titel Album                   | DE | AT | CH | UK | NL | Anmerkungen                        |
| ---- | ----------------------------- | --- | --- | --- | --- | --- | ---------------------------------- |
| 1995 | I Wanna Be a Hippy Headsex    | DE1 Gold · (19 Wo.)DE | AT1 (13 Wo.)AT | CH5 (15 Wo.)CH | UK6 Silber · (14 Wo.)UK | NL1 Gold · (13 Wo.)NL | Erstveröffentlichung: 9. Juli 1995 |
| 1996 | Happy Birthday –              | DE100 (1 Wo.)DE | — | — | UK18 (5 Wo.)UK | NL37 (3 Wo.)NL | Erstveröffentlichung: 1996         |
| 1996 | Banana Na Na (Dumb Bi Bumb) – | — | — | — | UK64 (1 Wo.)UK | NL30 (5 Wo.)NL | Erstveröffentlichung: 1996         |

Weitere Singles
- 2004: I Wanna Be Hippy (I Wanna Get Stoned 2004 Remix)